# Ganancia de capital
La ganancia de capital es un concepto económico definido como la ganancia que resulta de una disposición de un activo de capital. Tales puede incluir tanto como propiedad intangible (valores, acciones, bonos) o propiedad tangible (inmuebles, un automóvil, un negocio). Una ganancia de capital sólo es posible cuando el precio de venta del activo es mayor que el precio de compra original. La ganancia es la diferencia entre un precio de venta más alto y un precio de compra más bajo. Por el contrario, una pérdida de capital surge si los ingresos de la venta de un activo de capital son menores que el precio de compra.
Las ganancias de capital pueden referirse a "ingresos de inversión" que se plantean en relación con los activos reales, como la propiedad; activos financieros, como acciones o bonos; y a activos intangibles. Las ganancias de capital suelen estar sujetas a impuestos, cuyas tasas y exenciones pueden diferir entre países. La historia de la plusvalía se origina en el nacimiento del sistema económico moderno[cita requerida] y su evolución ha sido descrita como compleja y multidimensional por una variedad de pensadores económicos. El concepto de ganancia de capital puede considerarse comparable con otros conceptos económicos clave como beneficio y tasa de rendimiento; sin embargo, su característica distintiva es que los individuos, no sólo las empresas, pueden acumular ganancias de capital mediante la adquisición y enajenación cotidiana de activos.

## Historia

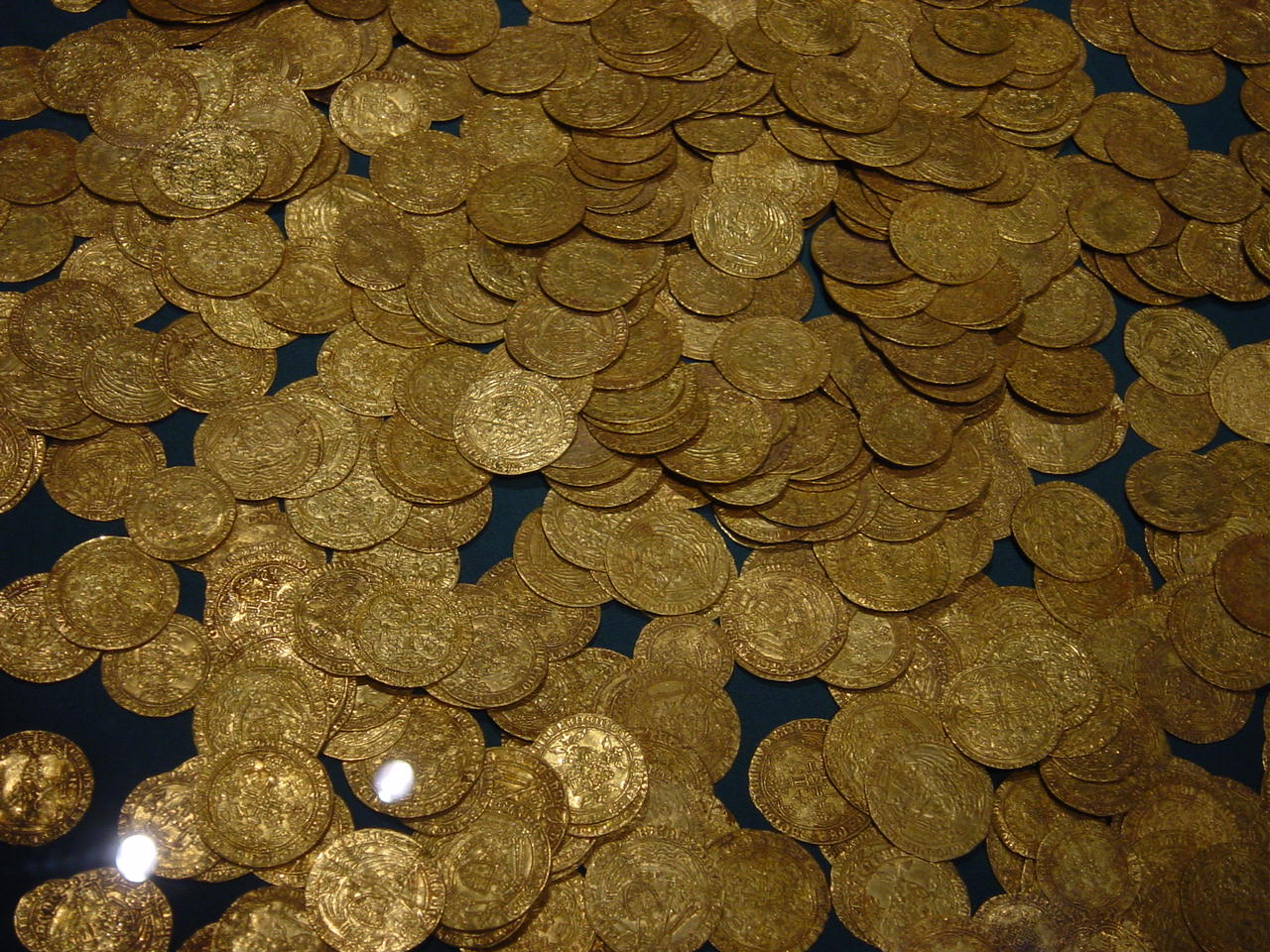
Tesoro de monedas de oro antiguas que recuerdan a la moneda babilónica.

La historia de la ganancia de capital en el desarrollo humano incluye conceptualizaciones desde el capital esclavista en los Estados Unidos antes de 1865, hasta el desarrollo de los derechos de propiedad en Francia en 1789, e incluso otros desarrollos mucho antes. El comienzo oficial de una aplicación práctica de la ganancia de capital se produjo con el desarrollo del sistema financiero babilónico alrededor del año 2000 a. C. Este sistema introdujo tesorerías donde los ciudadanos podían depositar plata y oro para su custodia, y también realizar transacciones con otros miembros de la economía. Como tal, esto permitió a los babilonios calcular costos, precios de venta y ganancias y, por tanto, ganancias de capital.

## Cálculo
La ganancia de capital generalmente se calcula tomando el precio de venta de un activo y restando su costo base y cualquier gasto incurrido. El valor resultante será la ganancia patrimonial, o la pérdida patrimonial si es negativa. En realidad, muchos gobiernos proporcionan métodos complementarios para calcular las ganancias de capital tanto para individuos como para empresas. Estos métodos pueden proporcionar alivio fiscal al reducir el valor calculado de la ganancia de capital.

### Australia
La Oficina de Impuestos de Australia (ATO) enumera tres métodos para calcular la ganancia de capital para ciudadanos y empresas australianos, cada uno de ellos diseñado para reducir el valor final resultante de la ganancia de la parte elegible. El primero es el método de descuento, mediante el cual los individuos o superfondos elegibles pueden reducir su valor de ganancia de capital declarado en un 50% o un 33,33% respectivamente. El segundo es el método de indexación, que permite a individuos y empresas aplicar un factor de índice para aumentar el costo base del activo, disminuyendo así el valor final de la ganancia de capital.  El tercero es el "otro" método e implica el uso de la fórmula general de ganancia de capital mediante la cual los costos básicos del activo se restan de su precio de venta final. 

### Canadá
La Agencia Tributaria de Canadá (CRA) incluye varias pautas únicas para calcular la ganancia de capital individual o comercial. La CRA establece que las personas pueden excluir del cálculo de sus ganancias de capital los siguientes tipos de donaciones: “acciones en el capital social de una corporación de fondos mutuos... obligaciones de deuda prescritas que no sean pagarés vinculados, terrenos ecológicamente sensibles... (o) una acción, deuda obligación o derecho cotizado en una bolsa de valores designada”. Tenga en cuenta que para que se apruebe la exclusión, la donación debe ser a un donatario calificado, y también que las pérdidas de capital que surjan de dichas donaciones no son elegibles para ser excluidas de los informes de un individuo. La CRA establece que después de una ganancia de capital, las personas pueden reclamar una reserva o una deducción de ganancias de capital. Las personas son elegibles para reclamar una reserva cuando la ganancia de capital no se produce como un pago global sino más bien como una serie de pagos a lo largo del tiempo. Para calcular la reserva, las personas canadienses deben calcular su ganancia de capital mediante el método del precio de venta regular menos el precio de costo y, posteriormente, restar el monto de la reserva aprobada para el año. Una deducción de ganancias de capital es la segunda forma de cálculo de ganancias de capital que ofrece la CRA. Es “una deducción que puede reclamar contra las ganancias de capital imponibles que haya obtenido a partir de la enajenación de determinadas propiedades de capital”. Sólo los residentes de Canadá durante el año anterior son elegibles para reclamar la deducción, y solo ciertas ganancias de capital son elegibles para que se aplique la deducción.

### Alemania
La oficina de impuestos alemana aplica diferentes impuestos sobre las ganancias de capital según el activo vendido y el período de tenencia. Los contribuyentes en Alemania pagan un impuesto fijo del 25% (2024) sobre las ganancias de capital sobre sus ganancias por la venta de acciones más un recargo solidario del 5,5% (2024). Si el individuo es miembro de la iglesia, también paga el impuesto eclesiástico.  Al final, el impuesto total sobre las ganancias de capital es del 27,82% en Baden Württemberg y Baviera, y del 27,99% en todos los demás estados federados. Los impuestos sobre la venta de bienes inmuebles son completamente diferentes a los de las acciones. Si posee la propiedad durante más de diez años, podrá venderla libre de impuestos en Alemania. Del mismo modo, puedes vender la propiedad libre de impuestos si has vivido en ella durante al menos dos años. Sin embargo, usted paga impuestos según su tasa impositiva personal si no cumple con ninguno de los criterios de exención de impuestos.

### Reino Unido
La oficina de Ingresos y Aduanas del Reino Unido (HMRC) enumera ciertos activos que son elegibles para ser considerados ganancias de capital. Estos incluyen “la mayoría de las posesiones personales por valor de £6,000 o más, aparte de su automóvil”, propiedades que no se consideran su vivienda principal, su vivienda principal si excede un cierto tamaño o se ha utilizado para negocios, cualquier acción que no esté en un cuenta de ahorro individual o plan de capital personal, y cualquier activo comercial. HMRC también enumera ciertos activos que están exentos de acumular ganancias de capital, incluidas las ganancias obtenidas de cuentas de ahorro individuales o planes de capital personal, "gilts y bonos premium del gobierno del Reino Unido" y cualquier ganancia de lotería, apuestas o grupos. HMRC establece que solo las ganancias obtenidas por encima de la asignación de un individuo son elegibles para ser gravadas, y no se paga ningún impuesto a las personas que acumulan ganancias que están bajo su asignación del Impuesto sobre las Ganancias de Capital. Para calcular la ganancia de capital de un individuo, HMRC requiere el cálculo de las ganancias de cada activo en el período de 12 meses correspondiente, que luego se suman y finalmente se reducen por el monto de la deducción de pérdidas permitidas. HMRC también afirma que al declarar una pérdida, “el monto se deduce de las ganancias obtenidas en el mismo año fiscal”.

### Estados Unidos
El Servicio de Impuestos Internos de los Estados Unidos (IRS) también proporciona pautas para calcular las ganancias de capital. El IRS define una ganancia o pérdida de capital como "la diferencia entre la base ajustada del activo y el monto que obtuvo de la venta". Las ganancias de capital también se definen como a corto o largo plazo. Las ganancias de capital a corto plazo se producen cuando se mantiene el activo base durante menos de un año, mientras que las ganancias de capital a largo plazo se producen cuando el activo se mantiene durante más de un año. Las fechas de propiedad se computarán desde el día siguiente a la fecha en que se adquirió el bien hasta el día en que se venda el bien.

## Impuestos sobre las ganancias
Generalmente existen diferencias significativas en la tributación de las ganancias de capital obtenidas por individuos y corporaciones, y la OCDE reconoce tres categorías simples de ingresos de capital individual que tributan sus países miembros en todo el mundo. Estos incluyen ingresos por dividendos, ingresos por intereses y ganancias de capital obtenidas a través de propiedades y acciones. La tasa impositiva promedio sobre dividendos de la OCDE es del 41,8%, por lo que los dividendos a menudo se gravan tanto a nivel corporativo como individual y se clasifican primero como ingresos corporativos y luego como ingresos personales. Sin embargo, ciertos países como Australia, Chile, México y Nueva Zelanda emplean sistemas de imputación de impuestos que permiten a las corporaciones canjear créditos de imputación por impuestos pagados a nivel corporativo, reduciendo así su carga tributaria.  La tasa promedio del impuesto sobre la renta por intereses de la OCDE es del 27%, y casi todos los países de la OCDE, excepto Chile, Estonia, Israel y México, gravan el ingreso nominal total por intereses de un individuo.

## Activos de garantía
La ganancia de capital sólo puede obtenerse mediante la venta rentable de activos. Un exjefe de contabilidad de la Comisión de Bolsa de Valores definió un activo como: “Efectivo, derechos contractuales de efectivo o servicios y artículos que pueden venderse por separado a cambio de efectivo”. Las aplicaciones prácticas de esta definición incluyen principalmente acciones y bienes raíces.

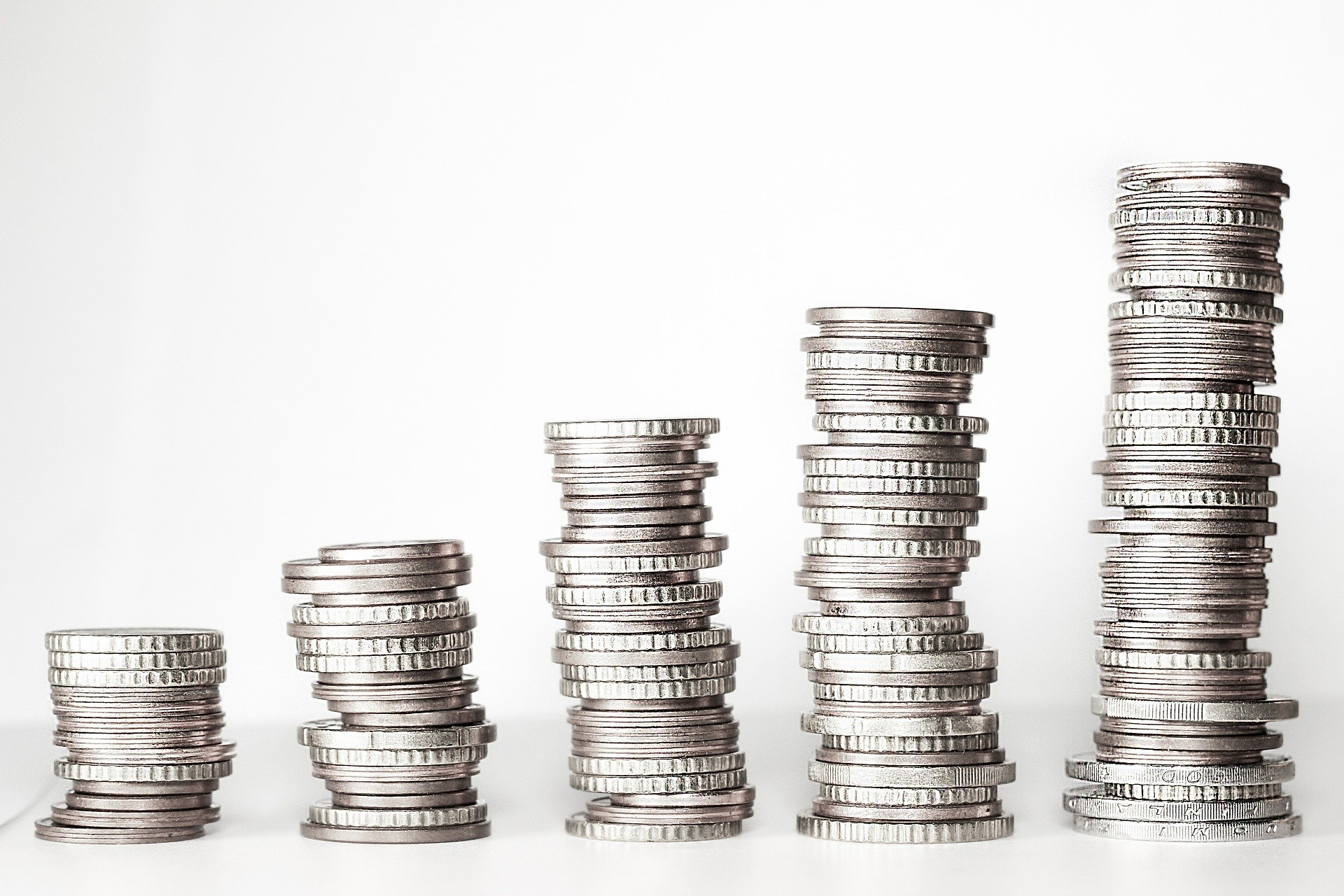
Una representación visual de la plusvalía con monedas, ya que la naturaleza esencial de la plusvalía es el devengo del capital.

### Acciones
Se puede obtener una ganancia de capital mediante la venta de activos financieros como acciones. Cuando uno vende una acción, restaría el precio de costo del precio de venta para calcular su ganancia o pérdida de capital.

#### Efecto de disposición
El efecto de disposición es una teoría que vincula la psicología humana con la ganancia de capital en acciones y examina cómo los humanos toman decisiones bajo la amenaza de una posible pérdida de capital. Revela un patrón de irracionalidad dentro del comportamiento humano, en el que las acciones que tienen potencial para acumular una ganancia de capital se venden demasiado pronto, mientras que las acciones que son claramente perdedoras se mantienen durante demasiado tiempo, creando así mayores pérdidas de capital de las necesarias.

#### Modelo de valoración de activos de ganancia de capital esperada
Este modelo de valoración de activos detalla cómo las expectativas de futuras ganancias de capital en el mercado de valores son un factor clave de los movimientos reales del precio de las acciones. En general, “los ciclos de auge y caída de los precios de los activos... son impulsados por la dinámica de actualización de las creencias de los inversores”, y por lo tanto el optimismo respecto de las futuras ganancias de capital en una acción en particular será a menudo la causa del eventual aumento en el precio de la acción.

#### Efecto lock-in
El "efecto lock-in" propone que, en lugar de obtener ganancias de capital sobre las acciones, los inversores deberían volver a vender en corto valores sustitutos. Siempre que existan “valores sustitutos perfectos exentos de impuestos”, los inversores nunca deberían realizar sus ganancias de capital en acciones porque es posible reducir el riesgo de una posición grande en una acción “vendiendo en corto y sin costo un sustituto perfecto”.

### Bienes inmuebles
Se puede obtener una ganancia de capital mediante la venta de activos físicos como casas, apartamentos o terrenos. Sin embargo, en la mayoría de los países, la venta de una vivienda principal o residencia principal está exenta del impuesto sobre las ganancias de capital. Por ejemplo, la Oficina de Impuestos de Australia ofrece una exención total del impuesto sobre las ganancias de capital en la venta de una vivienda principal, siempre que la persona o la pareja cumpla con ciertos criterios de elegibilidad.

#### Eficiencia en los mercados inmobiliarios
La relación entre psicología y plusvalía también se observa con frecuencia en las acciones, un concepto que también exploran Dusansky & Koç. Dado que las casas no son sólo consumo sino a menudo gastos de inversión para las familias, las expectativas de ganancias de capital al invertir en la casa como un activo en lugar de un bien de consumo tienen una fuerte influencia en los precios y la demanda reales de la vivienda. Como afirman Dusansky & Koç, “un aumento en los precios de la vivienda aumenta la demanda de servicios de vivienda ocupada por sus propietarios. Por lo tanto, el papel de la vivienda como activo de inversión con su potencial para obtener ganancias de capital domina su papel como bien de consumo”.

### Bonos
Se puede obtener una ganancia de capital mediante la venta de activos financieros intangibles, como bonos. La ganancia de capital se lograría cuando el precio de venta del bono es mayor que el precio de costo, y la pérdida de capital se produciría si el precio de venta del bono es menor que el precio de costo.

#### Exenciones
Algunos departamentos gubernamentales, como la Oficina de Impuestos de Australia (ATO), no clasifican las ganancias derivadas de la venta rentable de un bono como ganancia de capital. Si un individuo canjea un bono por más o menos del precio que pagó por el bono, la ATO establece que esta ganancia "no se trata como una ganancia de capital" y que la ganancia simplemente debe incluirse en la declaración de impuestos del individuo. De manera similar, si un individuo vende un bono a otro por más o menos del precio que pagó por el bono, la ATO establece que “esta ganancia no se trata como una ganancia de capital” y que la ganancia simplemente debe incluirse. en la declaración de impuestos del individuo. Sin embargo, el Servicio de Impuestos Internos de los Estados Unidos (IRS) sí considera las ganancias derivadas del rescate o venta de un bono como una ganancia de capital. Las ganancias de capital de los bonos se calculan con el mismo método que otras ganancias de capital, según el cual “la diferencia entre la base ajustada del activo y el monto obtenido de la venta es una ganancia o una pérdida de capital”.

## Lectura adicional
- Black, Stephen (2011). «A Capital Gains Anomaly: Commissioner v. Banks and the Proceeds from Lawsuits». St. Mary's Law Journal 43: 113.
- Moore, Stephen (2008). «Capital Gains Taxes».  En David R. Henderson (ed.), ed. Concise Encyclopedia of Economics (2ª edición). Indianapolis: Library of Economics and Liberty. ISBN 978-0865976658. OCLC 237794267.